# Guanto d'oro

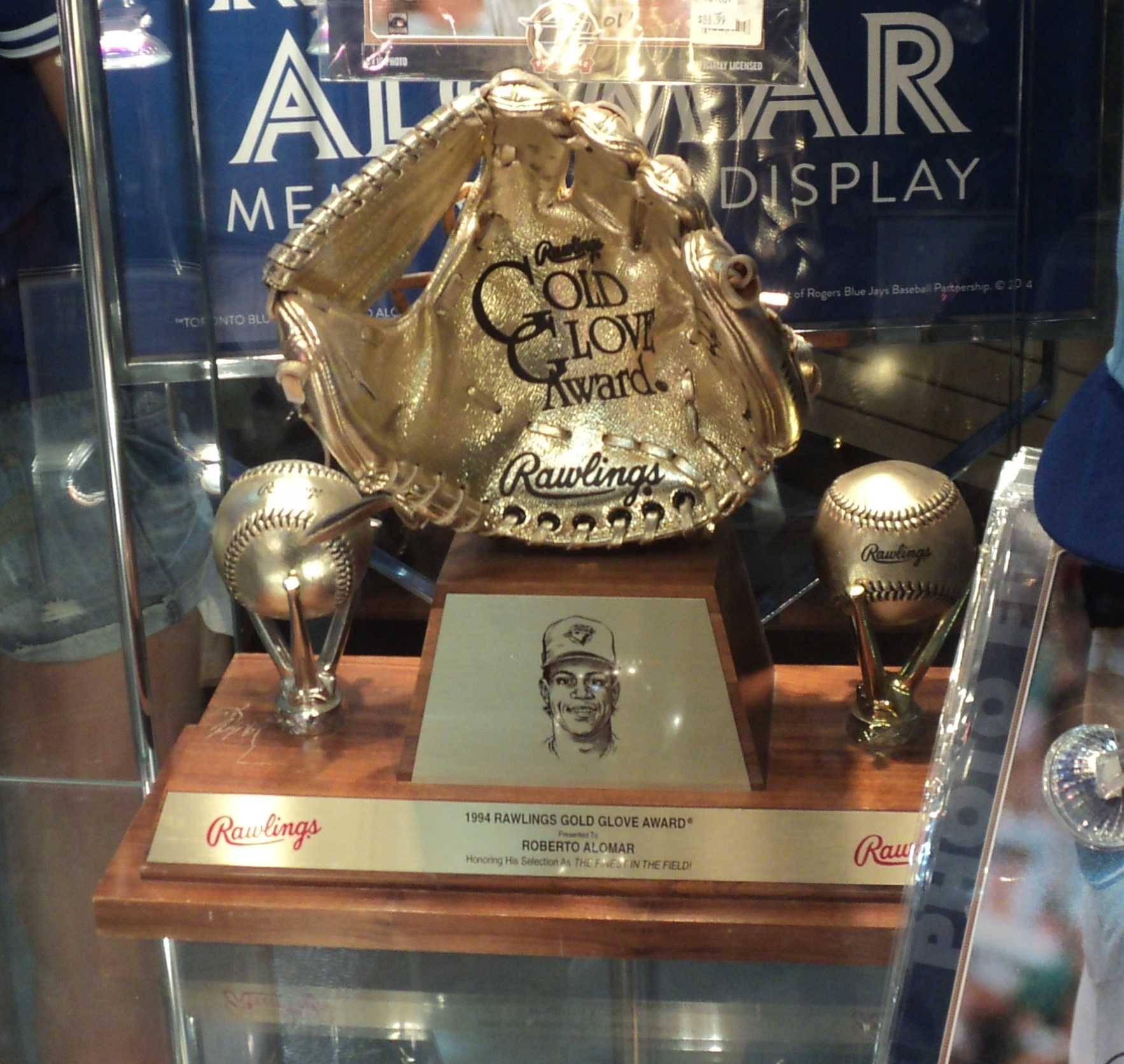
Il guanto d'oro assegnato a Roberto Alomar (AL) nel 1994

Il Guanto d'oro (in inglese Gold Glove Award) è un premio assegnato ai migliori giocatori di baseball distinti per la loro capacità difensiva. Ogni anno, sono distribuiti 18 guanti d'oro, uno per ogni ruolo (nove in tutto) sia per la National League che per l'American League.

## Ruoli
Per ognuno dei seguenti ruoli è offerto un guanto d'oro ogni anno.
- lanciatore (pitcher)
- ricevitore (catcher)
- prima base (first baseman)
- seconda base (second baseman)
- terza base (third baseman)
- interbase (shortstop)
- esterno sinistro (left fielder)
- esterno centro (center fielder)
- esterno destro (right fielder)

## Massimi vincitori
- lanciatore (pitcher) - Greg Maddux - 18
- ricevitore (catcher) - Iván Rodríguez - 13
- prima base (first baseman) - Keith Hernandez - 11
- seconda base (second baseman) - Roberto Alomar - 10
- terza base (third baseman) - Brooks Robinson - 16
- interbase (shortstop) - Ozzie Smith - 13
- esterno (outfielder) - Roberto Clemente e Willie Mays - 12